# The Prussian Cur
The Prussian Cur er en amerikansk stumfilm fra 1918 af Raoul Walsh.

## Medvirkende
- Miriam Cooper - Rosie O'Grady
- Sidney Mason - Dick Gregory
- Captain Horst von der Goltz - Otto Goltz
- Leonora Stewart - Lillian O'Grady
- James Marcus - Patrick O'Grady